# 無原罪の御宿り (スルバラン、カタルーニャ美術館)
『無原罪の御宿り』（むげんざいのおんやどり、西: Inmaculada, 英: Immaculate Conception）は、スペインのバロック絵画の巨匠フランシスコ・デ・スルバランが1632年にキャンバス上に油彩で制作した絵画である。17世紀のスペインでディエゴ・ベラスケス、バルトロメ・エステバン・ムリーリョなど多くの画家により描かれた「無原罪の御宿り」を主題としている。スルバランもこの主題の作品を度々描いたが、本作はその中で最も優れた作例である。作品はバルセロナのカタルーニャ美術館に所蔵されている。

## 作品
「無原罪の御宿り」は、聖母マリアを原罪のない唯一の人物として表現する。これは長く確立されてきたカトリック教会の教義的主張であり、しばしばスペイン黄金世紀の絵画に描かれる。セビーリャでは、ディエゴ・ベラスケスもフランシスコ・パチェーコもイタリア絵画の作例にならって、聖母の足元にパノラマのような風景を描き、その風景を象徴となる事物で埋めた。それに対し、スルバランは折衷的な解決法を採用し、一部の象徴を画面上部の雲が形作る空間に配置し、他の象徴を下部の風景の中の自然の要素として用いた。
本作のマリアは半月を占めている5人の智天使の上に立って現れている。彼女は「 A(ve) M(aria)＝アヴェ・マリア」のアナグラムのあるネックレスを身に着け、彼女の頭部には光輪をなす星と天使たちが雲間から出現している。両側にはユリ、バラ (純潔性の象徴) と「雅歌」から部分的に引用された文句を刻んだ銘板がある。「雅歌」の本来の文は「暁のようにひろがり (Aurora consurgens) 、月のように美しく、太陽のように輝き、軍勢のように恐るべきもの、それは誰か (Quae esta ista)」(雅歌6章10節) で、引用された「暁のようにひろがり」が右側の銘板に、「それは誰か」が左側の銘板に記されている。
画面下部の左右には、貴族の双子の兄弟であると思われる2人の少年 (学生) がいる。彼らはそれぞれ前の地面に置かれた帽子によって見分けられるようになっている。右側の司祭帽は少年が弟であることを示し、左側の世俗の帽子は少年が兄であることを示す。というのは、弟の方が往々にして聖職者となり、兄の方が家の称号を相続したからである。彼らの口からは、天使祝詞の言葉があたかも中世の絵画のように描き出されている。それは自然主義的な17世紀の絵画にはほとんど見られないものであり、本作の注文主の指示によるものであったかもしれない。
雲の中には聖母マリアに言及する象徴がある。それらは傷のない鏡 (下部右側) 、ヤコブの梯子 (中部右側) 、夜明けの明星 (下部左側) 、天国の門 (中部左側) である。画面の最下部には風景が描かれているが、それはある特定の場所を描いたものではない。種々様々なモティーフは色と光によって統一されている。風景全体がメランコリックな薄明に沈み、その光は円形に唐突に浮かぶ紅葉を唯一の例外として、大地を黒褐色に、木々の茂みを深い暗緑色に変えている。

## スルバランの無原罪の御宿り

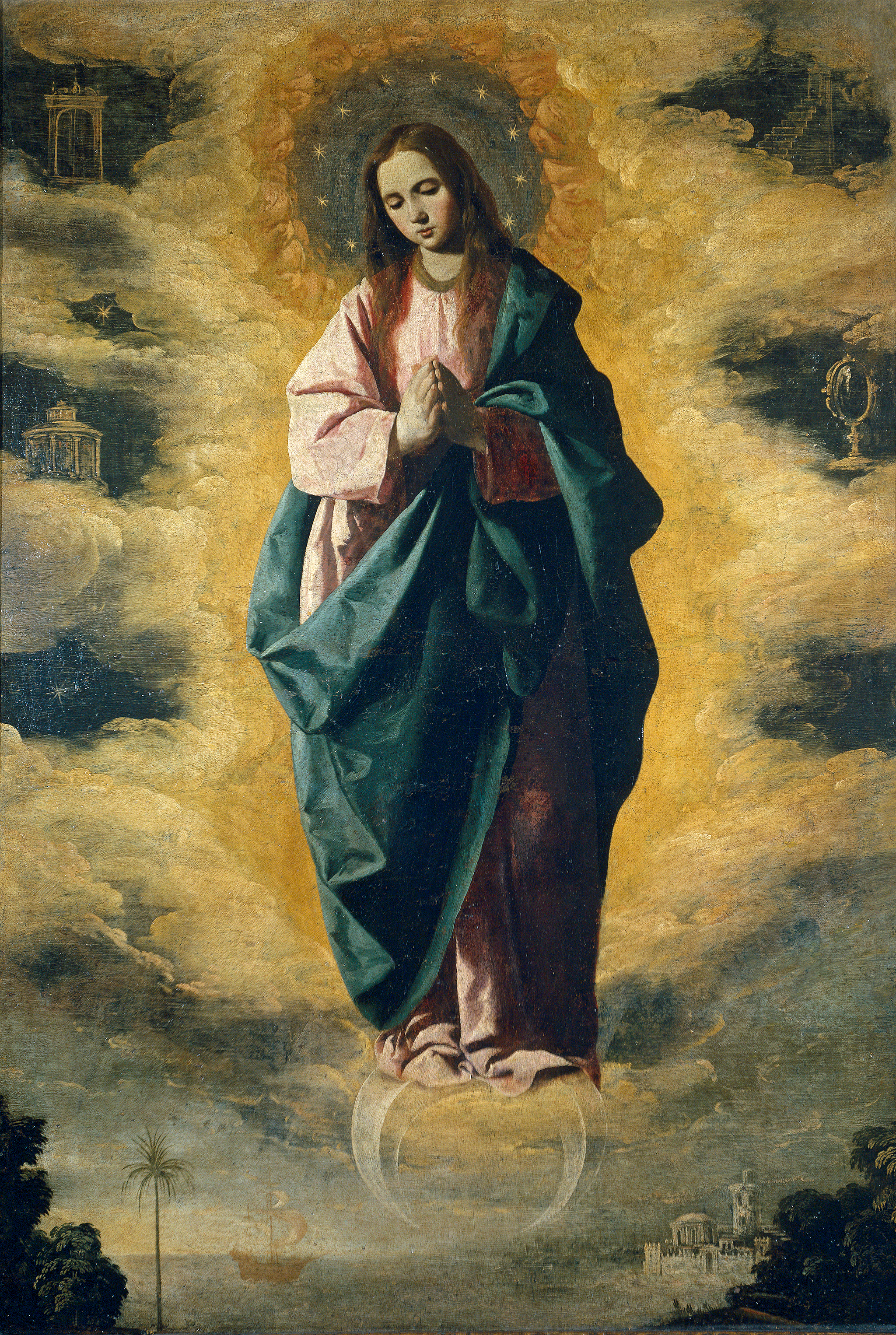
『無原罪の御宿り』（1629年ごろ）プラド美術館 (マドリード)
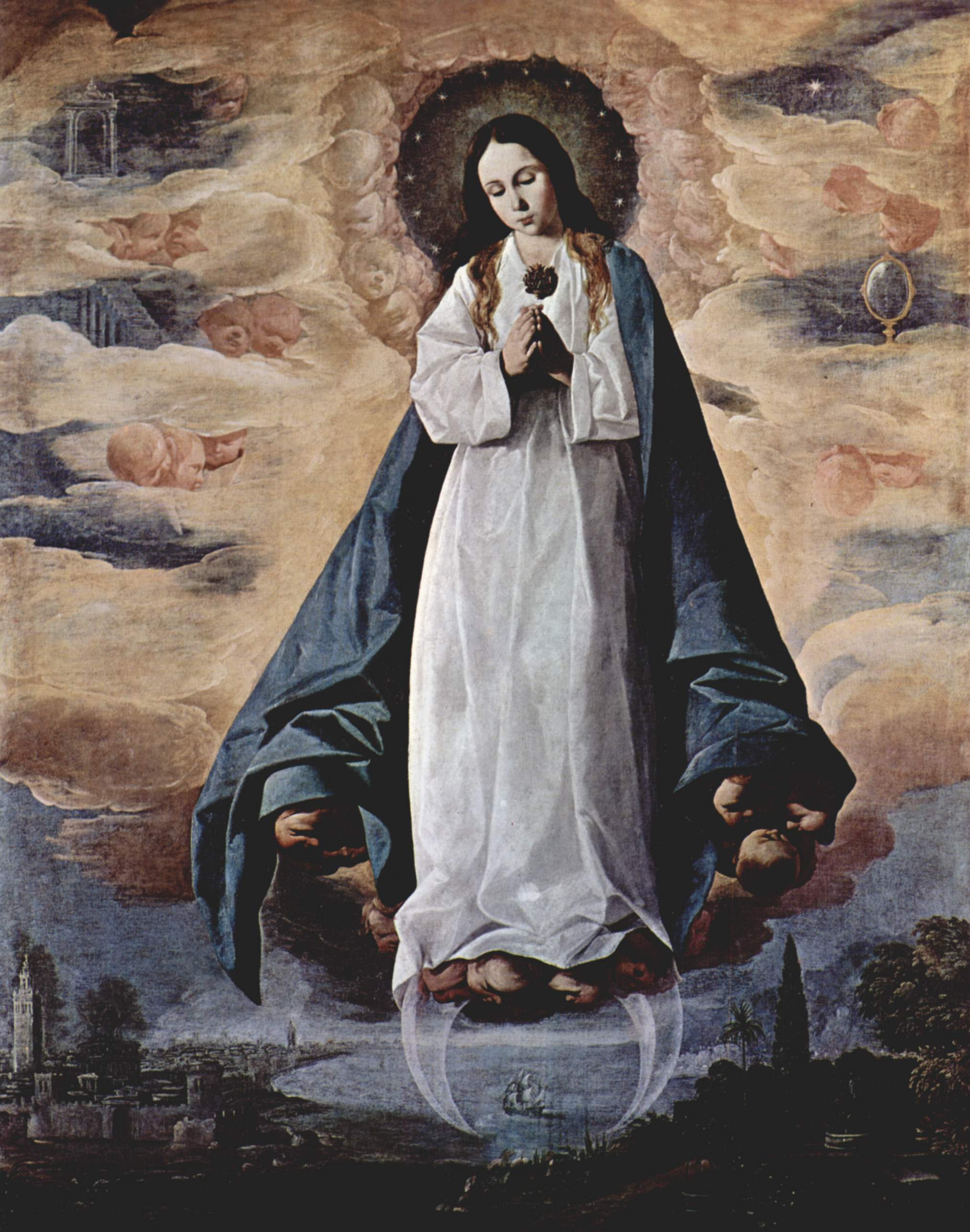
『無原罪の御宿り』（1635年ごろ）司教区古代美術館（スペイン語版） (シグエンサ)
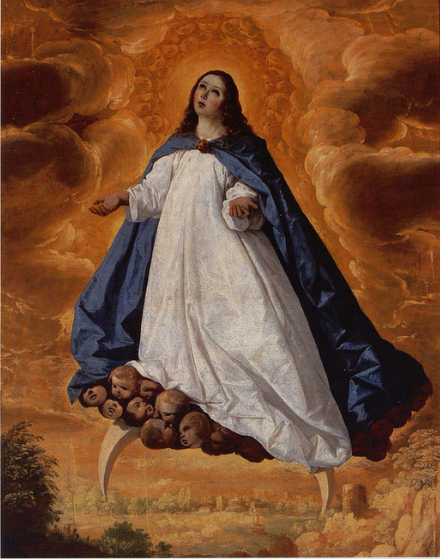
『無原罪の御宿り』（1635年ごろ）プラド美術館 (マドリード)
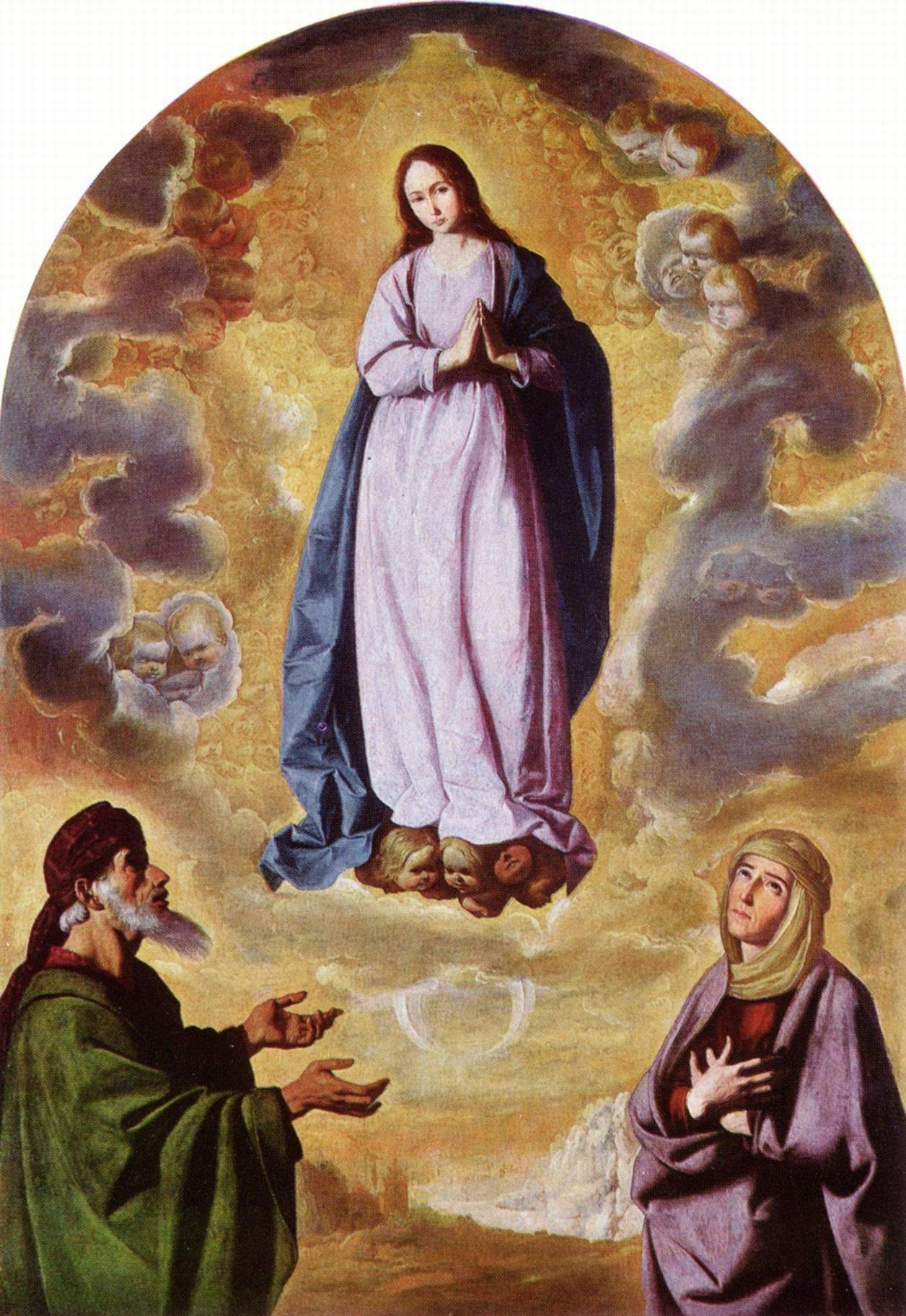
『無原罪の御宿り』（1630年代）スコットランド国立美術館 (エジンバラ)
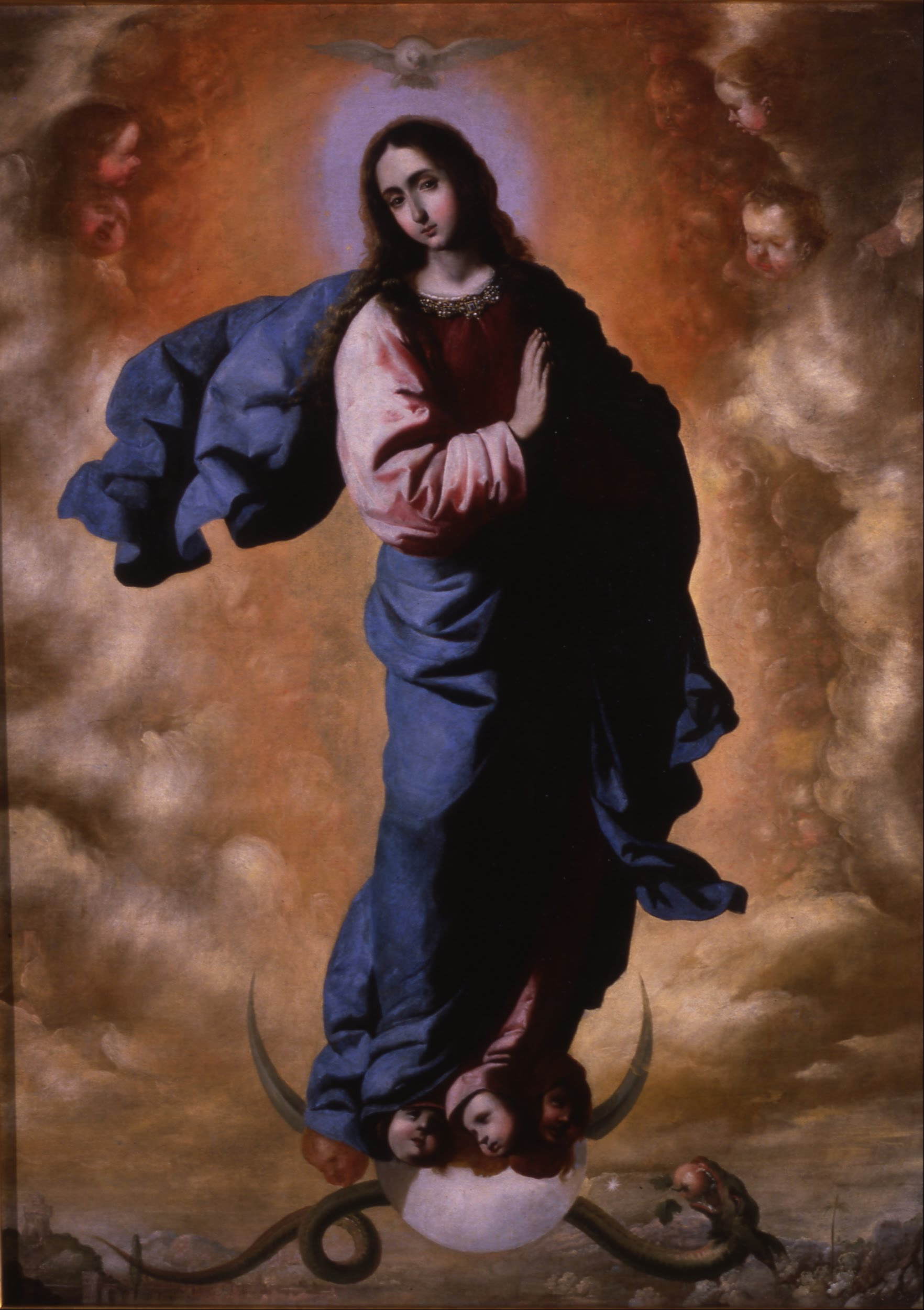
『無原罪の御宿り』（1645年ごろ）セラルボ美術館（英語版） (マドリード)
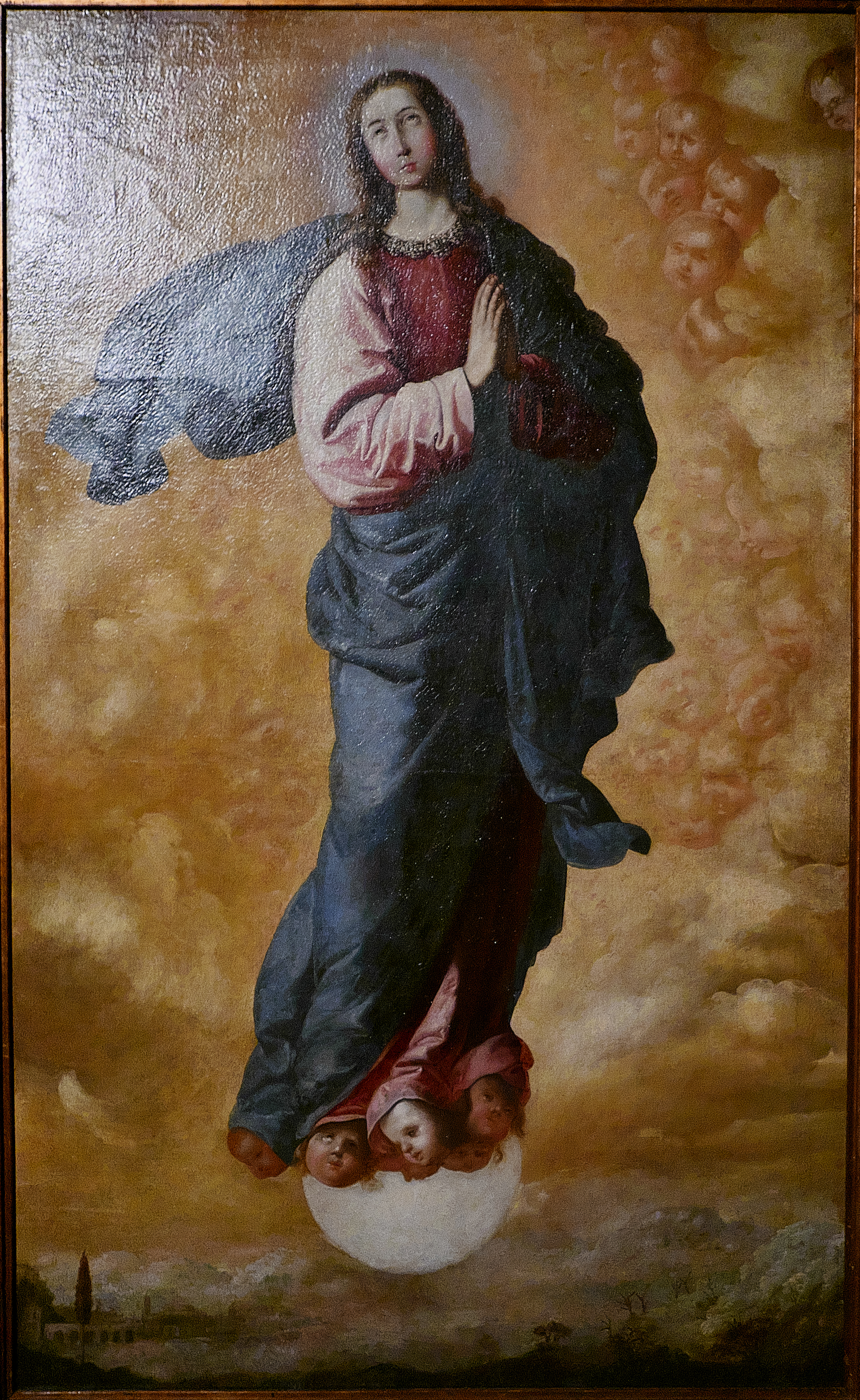
『無原罪の御宿り』（1645年ごろ）フォクス財団（スペイン語版） (セビーリャ)
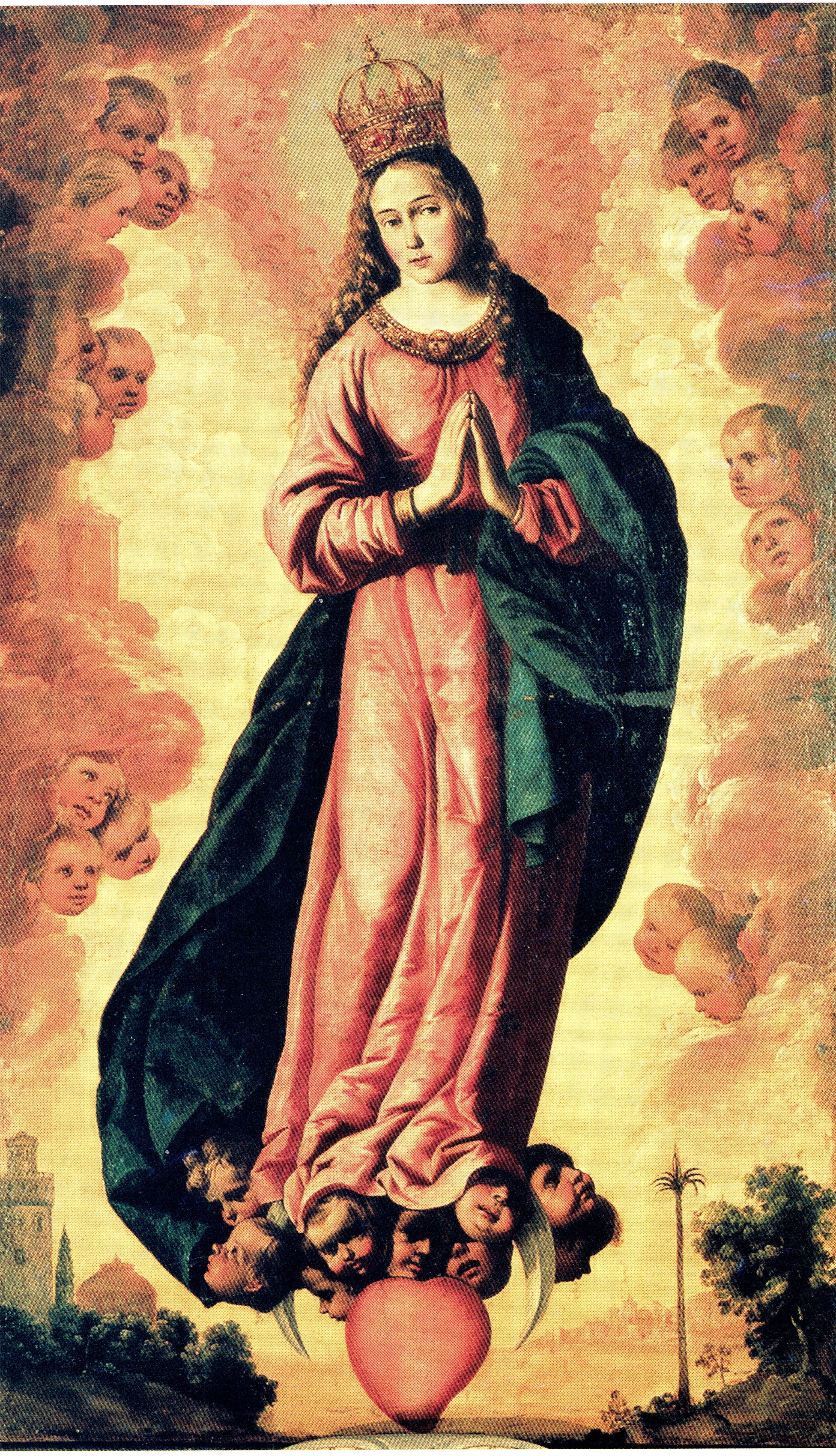
『無原罪の御宿り』(1650年ごろ) セビーリャ大聖堂
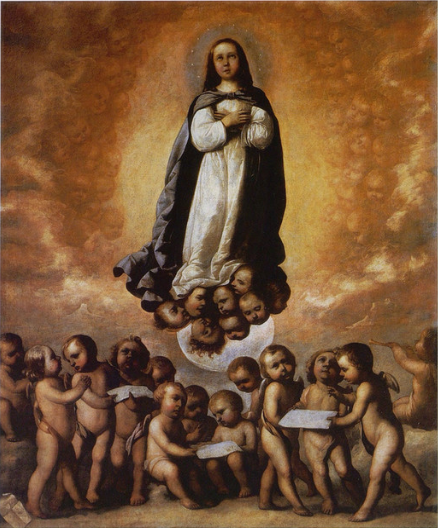
『無原罪の御宿り』（1656年）プラド美術館 (マドリード)
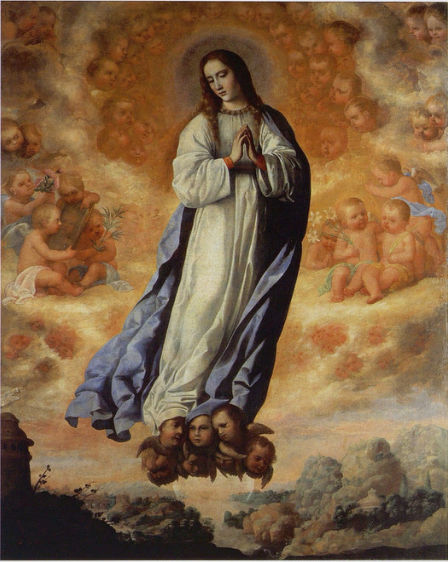
『無原罪の御宿り』（1656年）メトロポリタン美術館 (ニューヨーク)
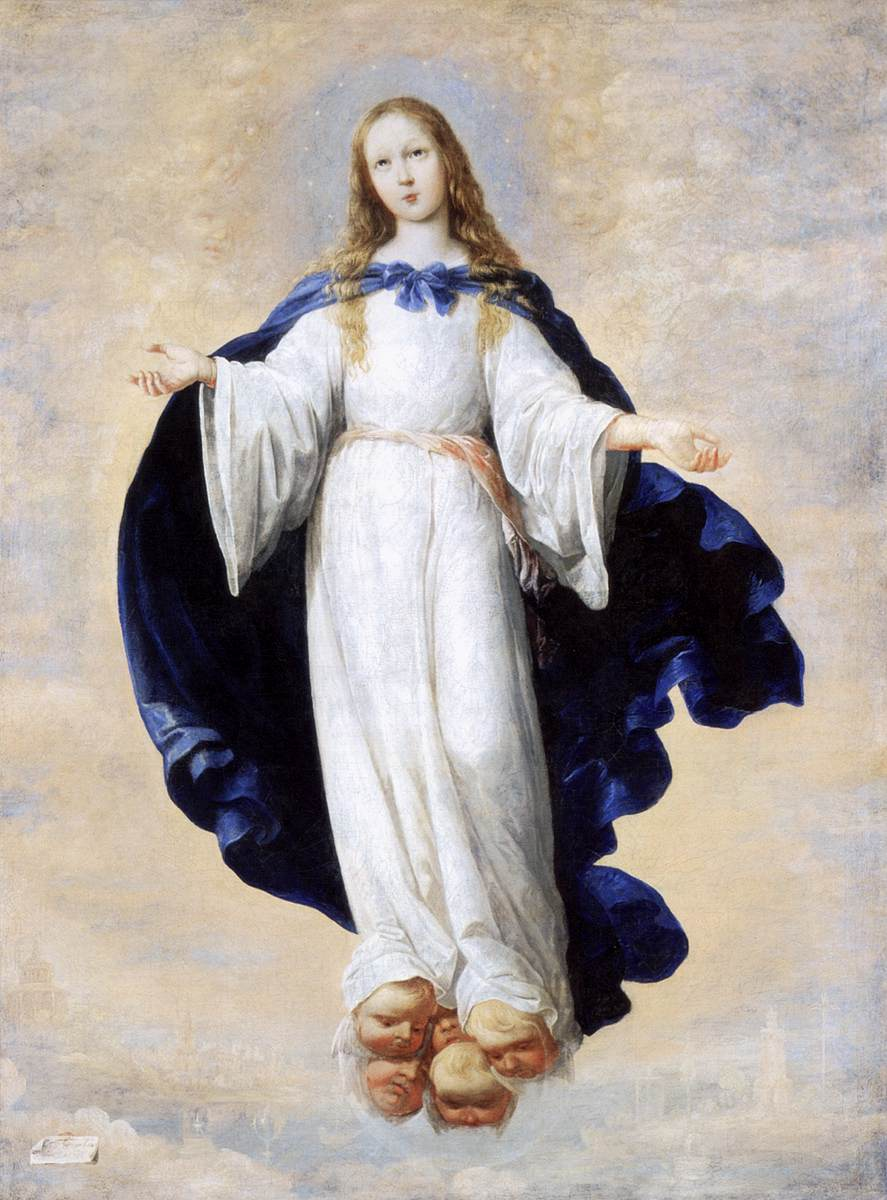
『無原罪の御宿り』（1661年）ブダペスト国立西洋美術館 (ブダペスト)